# Aadu
Aadu ist ein männlicher estnischer Vorname. 

## Herkunft und Bedeutung
Bei Aadu handelt es sich um eine mundartliche Variante von Aadolf oder Aadam, die heute als eigenständiger Name vergeben wird.

## Namensvarianten
Adam, Adolf, Ado, Aado, Awdei, Awdi

## Namenstag

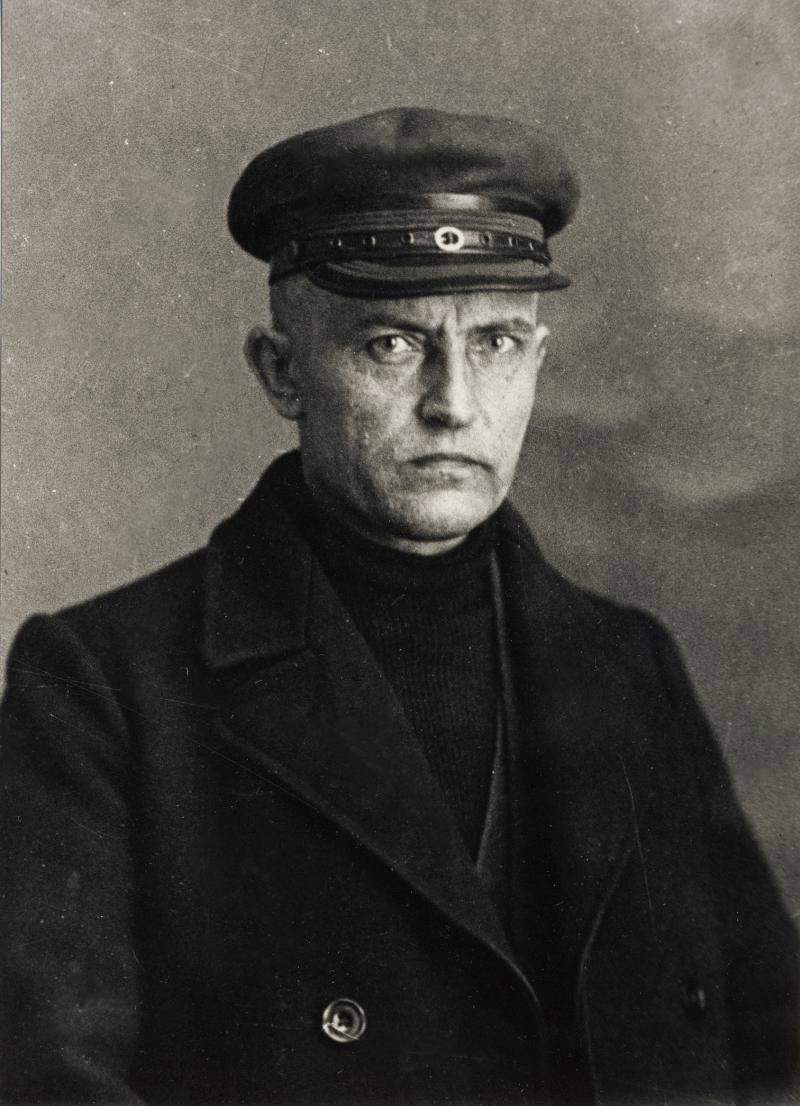
Jaan Anvelt

Der Namenstag von Aadu wird am 6. November gefeiert.

## Namensträger
- Aadu Birk (1883–1942), estnischer Politiker
- Eessaare Aadu, Pseudonym des estnischen Kommunisten und Schriftstellers Jaan Anvelt (1884–1937)
- Aadu Hint (1910–1989), estnischer Schriftsteller
- Aado Lintrop (* 1956), estnischer Dichter und Folklorist
- Aadu Must (1951–2023), estnischer Historiker und Politiker (EK)